# Cléber Santana

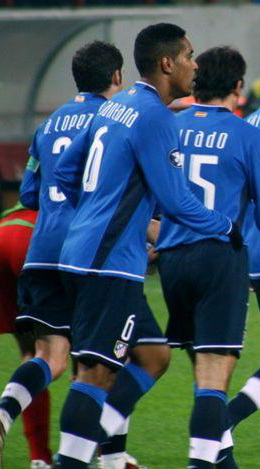

Cléber Santana Loureiro (Olinda, 27 juni 1981 - La Unión, 28 november 2016), was een Braziliaans profvoetballer.
Cléber Santana begon zijn carrière bij Sport Club do Recife, waarvoor hij in 2001 zijn debuut maakte. Daarna brachten zijn voetbalkwaliteiten hem bij Esporte Clube Vitória en Kashiwa Reysol alvorens hij zich bij Santos FC tot een belangrijke speler ontwikkelde en in juli 2007 een contract ondertekende bij Atlético Madrid. Na een jaar werd de Braziliaan verhuurd aan RCD Mallorca. In 2010 vertrok hij naar São Paulo FC.
Cléber Santana kwam in 2016 om bij een vliegtuigongeluk waarbij LaMia Airlines-vlucht 2933 verongelukte.